# 宮本藤吉
宮本 藤吉（みやもと とうきち、 - 1916年4月7日
）は、日本の数学者、教育者、陸軍教授。「五桁ノ対数表及三角函数表」は当時よく知られた。

## 経歴
長野県の士族に生まれ、1891年1月14日、山形尋常中学校教諭試補官として山形県の小学校制度改正方案取調委員会に任命された。1899年、高等官九等を得て、中央幼年学校の助教授、後に陸軍教授に任命された。1901年、中央幼年学校を辞めて、東京陸軍地方幼年学校に付属するよう命じられた。1902年、東京陸軍地方幼年学校附属を辞めて陸軍中央幼年学校に行った。1903年、陸軍大学校兼任を命じられた。1914年、陸軍中央幼年学校を辞めた。1916年没した。中央幼年学校の学校附下副官の遠藤又蔵とは学友だった。

## 著作
- エフ・ゲイ・ガウス（ドイツ語版） 著、岡本則録 閲、宮本藤吉 訳『五桁ノ対数表及三角函数表』開新堂、1896年。NDLJP:826219。
- チェーレス・スミス（英語版）『解析幾何学教科書』開新堂、1899年。NDLJP:828395。
- 『英和数学新字典』開新堂、1902年。NDLJP:826188。
- 『平面幾何学教科書 : 中等教育』興文社、1903年。NDLJP:828849。
- 『立体幾何学教科書 : 中等教育』興文社、1904年。NDLJP:828962。
- 『中等教育幾何学教科書ノ教員手控』興文社、1904年。NDLJP:811599。
- 『代数学 (学生参考叢書)』文武堂、1905年。NDLJP:904184。
- 『平面解析幾何学 : 高等数学講義』博文館、1911年。NDLJP:828810。
- 『立体解析幾何学 : 高等数学講義』博文館、1911年。NDLJP:828949。
- 『三角法新教科書 : 中等教育』三省堂書店、1912年。NDLJP:985968。
- 『受験参考模範三角法問題解義』隆文堂書店、1912年。NDLJP:985969。
- 『中等教科平面幾何新教科書』興文社、1915年。
- 『新編三角法教科書』明治書院、1915年。NDLJP:986050。
- 『三角法模範問題解義』明治書院、1917年。NDLJP:925711。
- 安西卯太郎 共著『平面幾何學教程 : 陸軍幼年學校用』陸軍士官學校豫科。NDLJP:1082005。

## 栄典
- 1899年、高等官九等、従八位[15]
- 1903年、高等官七等、正八位[16]。
- 1906年、高等官六等、従七位[17]。
- 1906年、正七位[18]。
- 1908年、勲六等瑞宝章[19]。
- 1909年、従六位[20]。
- 1914年、正六位[21]。
- 1914年、勲五等瑞宝章[22]。
- 1916年、従五位[23]。